# Scytocera loriae
Scytocera loriae är en insektsart som beskrevs av Griffini 1908. Scytocera loriae ingår i släktet Scytocera och familjen vårtbitare. Inga underarter finns listade i Catalogue of Life.